# 83 Beatrix
83 Beatrix је астероид главног астероидног појаса са пречником од приближно 81,37 km.
Афел астероида је на удаљености од 2,628 астрономских јединица (АЈ) од Сунца, а перихел на 2,234 АЈ. 
Ексцентрицитет орбите износи 0,081, инклинација (нагиб) орбите у односу на раван еклиптике 4,965 степени, а орбитални период износи 1384,992 дана (3,791 године). 
Апсолутна магнитуда астероида је 8,66 а геометријски албедо 0,091.
Астероид је откривен 26. априла 1865. године.